# Старий Сібай
Старий Сіба́й (рос. Старый Сибай, башк. Иҫке Сибай) — село у складі Баймацького району Башкортостану, Росія. Адміністративний центр Сібайської сільської ради.

## Історія
Село засноване 1663 року переселенцями із села Саньяп, у період 1798–1831 років тут знаходилась штаб-квартира начальника 6-о кантона Башкиро-Мещеряцького війська.

## Населення
Населення — 2746 осіб (2010; 2209 в 2002).
Національний склад:
- башкири — 94 %